# Суха Московка
Сухá Моско́вка — річка в Україні, в межах Запорізького району Запорізької області та міста Запоріжжя, ліва притока Дніпра (басейн Чорного моря).

## Опис
Річка Суха Московка є лівою притокою річки Дніпро, на підході до гирла з'єднується з руслом балки Капустянка. Довжина річки Суха Московка — 15 км. Ширина русла змінюється від 1 м до 3 м. По загальному вмісту солей річка відноситься до високо мінералізованих, що робить її непридатною для зрошення та риборозведення. Річище звивисте, на окремих ділянках замулене. Споруджено декілька ставків.

## Розташування
Витоки річки Суха Московка губляться в районі села Кринички Запорізького району Запорізької області. Річка протікає через Шевченківський район міста Запоріжжя, оминає багато дачних селищ, де утворює ставки і загати. Найбільша загата річки — між Капустяним цвинтарем і запорізькими промисловими гігантами «Запоріжсталь», «Дніпроспецсталь» та іншими. Це місце називають «шламонакопичувач». Саме тут стоки з заводів потрапляють до річки, від чого вона набуває червоно-коричневий колір і далі несе свої води через селище Зелений Яр.
Червоною смужкою річка проходить під дамбою Вознесенівського узвозу на центральному проспекті міста — Соборному, оминає парк Перемоги у Вознесенівському районі, по трубі прослизає під Прибережною автомагістраллю і впадає у Дніпро в місці «Дикого пляжу».
Ця річка як і багато інших має свою історію, одна з них Тунельний акведук річки Суха Московка — пам'ятка архітектури, споруда 1902 року.
Свою назву дві запорізькі річки (Суха та Мокра Московка) отримали ще у XVI столітті, тоді тут табором стояли війська Московії.
Суха Московка, на відміну від Мокрої Московки, у найспекотніші роки, за переказами, навіть пересихала.

## Сучасний стан
Зазвичай у теплу пору року у парку Перемоги людно від самого ранку. Доріжками прогулюються власники собак із улюбленцями, виходять на пробіжку фанати здорового способу життя та руху. Тут можливо зустріти рибалок, які неквапливо розбирають снасті й закидають вудки в червону воду Сухої Московки. Однак, займатися рибалкою на Сухій Московці змушує всерйоз замислитися про безпечність рудої річки. Будь-яка стічна вода, якою б вона не була: чи та, що має високу концентрацію органіки, чи та, яка насичена неорганікою, — це завжди загроза для людини. Зрозуміло, що купатися в цьому районі не бажано, а тим паче рибалити.
Подейкують, червоний колір води спричиняє червона руда, поклади якої нібито знаходяться поблизу річки, тож червоний колір води й вказує на високу концентрацію заліза. Мешканці Запоріжжя впевнені, що річка набула рудого кольору, тому що протікає повз комбінату «Запоріжсталь». Через промисловий розвиток міста всі негаразди спричинені розбудовою заводів, але ж на «Запоріжсталі», в свою чергу, запевняють, що їхній «шламонакопичувач» абсолютно дієздатний і «забруднення вод річки Суха Московка стічними водами комбінату не відбувається».
Запорізький металургійний комбінат «Запоріжсталь» у відповідь на інформаційний запит вказував: «Термін експлуатації шламонакопичувача визначається рівнем вільного об'єму гідроспоруди в балці Капустянка. На сьогодні цей об'єм відповідає технологічним характеристикам об'єкту. Комбінатом проводяться щорічні моніторингові дослідження рівня об'єму».
Контроль якості вод Дніпровського і Каховського водосховищ здійснює Запорізьке регіональне управління водних ресурсів. За даними установи, у порівнянні з 2013 року, спостерігається зниження середньорічних концентрацій і показників заліза загального з 0,174 мг/дм³ до 0,157 мг/дм³.
Міністерство екології і природних ресурсів України про рівень забрудненості Сухої Московки зазначило, що на річці взагалі немає постів спостережень. Можливо, саме відсутність конкретних даних про стан річки не дає змоги зробити чіткі висновки про її шкоду для здоров'я запоріжців.
У квітні 2013 року силами та засобами комунальної спеціальної воєнізованої аварійно-рятувальної служби міста Запоріжжя було проведено чищення русла річки, було звільнено його від побутового сміття та нормалізувався рівний потік води, без заторів. Чого тільки не витягували водолази з дна бідолашної річки, навіть віджилі своє і викинуті в річку предмети домашніх меблів. Щоб очистити русло від великогабаритного побутового сміття, рятувальникам довелося витратити кілька годин.
3 червня 2016 року на засіданні постійної депутатської комісії з питань регуляторної політики, розвитку підприємництва, торгівлі, послуг та захисту прав споживачів було розглянуто та підтримано проект рішення «Про внесення змін до рішення Запорізької міської ради від 25.12.2015 № 23 «Про затвердження Програми “Про фінансування природоохоронних заходів за рахунок екологічних надходжень на 2016—2018 роки”», що стосується затвердження обсягів фінансування проектних робіт з розчистки русла Суха Московка на ділянці від вул. Кутузова до вул. Верещагіна.

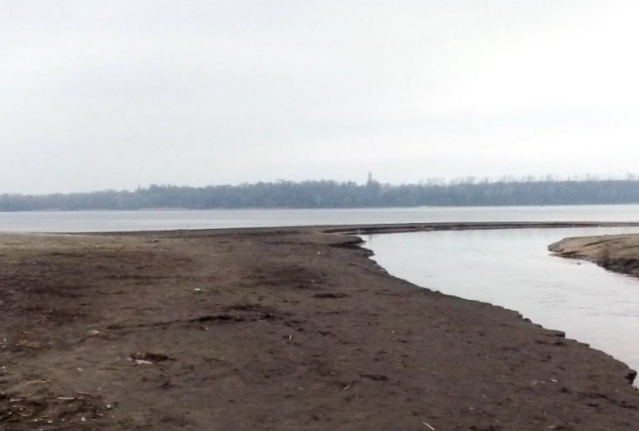
Гирло річки Сухої Московки

Станом березень 2023 року річка Суха Московка утворила нове гирло, яке розташоване на 1,5 метра нижче колишнього рівня води та тече у Дніпро вздовж пісчаної коси, утворюючи не лише пісчану мілину, яка заглиблюється у Дніпро на десяток метрів, а й створює бухту. З падінням рівня Дніпра берегова лінія річкової артерії стала дуже звивиста. Вважається, що ці бухти та коси колишнього гирла вже зниклих маленьких річок, що впадали до Дніпра або внаслідок повеней, які вимивали в березі Дніпра вирви. Також з відступом води під шаром жовтого піску є можливість побачити червоні відкладення річки у період активної праці промислового майданчика. Нині майже зник струмок біля ТЦ «Епіцентр».

## Цікаві факти
- За переказами, назва річки походить від українського слова «моква» — мокротеча, низина. Існує більш поширена думка, що назви річок Суха та Мокра Московка датовані XVIII століттям і пов'язані зі спорудженням російськими солдатами Олександрівської фортеці в їхньому міжріччі.
- Тунельний акведук річки Суха Московка — історична пам'ятка архітектури. Акведук проходить під залізничними коліями. Збудували його у 1901—1902 роках. З одного боку конструкція має два входи, а з другого — три виходи. Між першим та другим тунелями є напис «1901», а між другим та третім — «1902». Довжина тунелів становить приблизно 115 метрів, які розташовані на глибині 35 метрів під землею. Під середнім рукавом є виступ, яким можна пройти під колією вздовж річки. Варто зазначити, що сам акведук знаходиться у досить мальовничому місці, яке, на жаль, завалено сміттям. (координати на Google-мапі: 47°50'16"N 35°10'4"E).
- Менше століття тому водою з Сухої Московки запоріжці без остраху напували худобу.
- За загальним змістом солей річка відноситься до високо мінералізованих. Це робить її непридатною для зрошення та риборозведення.
- Суха Московка, на відміну від Мокрої, повноводнішої, у найспекотніші роки, кажуть, пересихала.
- Ця річка за своїми солями та своїм хімічним складом не придатна ані для риборозведення, ані для поливу[4].